# Älgå-Glava församling
Älgå-Glava församling är en församling i Västra Värmlands kontrakt i Karlstads stift. Församlingen ligger i Arvika kommun i Värmlands län och ingår i Arvika pastorat.

## Administrativ historik
Församlingen har medeltida ursprung med namnet Älgå församling. 2024 införlivades Glava församling och namnet ändrades till Älgå-Glava församling.
Församlingen har varit och är en annexförsamling i ett pastorat med Arvika församling som moderförsamling.

## Kyrkor
- Älgå kyrka
- Glava kyrka från 2024